# Fred Biletnikoff Award
Il Fred Biletnikoff Award, assegnato per la prima volta nel 1994, premia il miglior ricevitore nel football universitario. Deve il suo nome al ricevitore membro della Pro Football Hall of Fame Fred Biletnikoff. Ogni giocatore universitario della FBS (1-A) che riceve il pallone attraverso passaggi in avanti, è eleggibile per vincere il premio (wide receiver, running back, tight end), anche se dal 1994 sono stati sempre premiati giocatori nel ruolo di wide receiver.

## Albo d'oro
| Anno | Vincitore           | College        |
| ---- | ------------------- | -------------- |
| 1994 | Bobby Engram        | Penn State     |
| 1995 | Terry Glenn         | Ohio State     |
| 1996 | Marcus Harris       | Wyoming        |
| 1997 | Randy Moss          | Marshall       |
| 1998 | Troy Edwards        | Louisiana Tech |
| 1999 | Troy Walters        | Stanford       |
| 2000 | Antonio Bryant      | Pittsburgh     |
| 2001 | Josh Reed           | LSU            |
| 2002 | Charles Rogers      | Michigan State |
| 2003 | Larry Fitzgerald    | Pittsburgh     |
| 2004 | Braylon Edwards     | Michigan       |
| 2005 | Mike Hass           | Oregon State   |
| 2006 | Calvin Johnson      | Georgia Tech   |
| 2007 | Michael Crabtree    | Texas Tech     |
| 2008 | Michael Crabtree    | Texas Tech     |
| 2009 | Golden Tate         | Notre Dame     |
| 2010 | Justin Blackmon     | Oklahoma State |
| 2011 | Justin Blackmon     | Oklahoma State |
| 2012 | Marqise Lee         | USC            |
| 2013 | Brandin Cooks       | Oregon State   |
| 2014 | Amari Cooper        | Alabama        |
| 2015 | Corey Coleman       | Baylor         |
| 2016 | Dede Westbrook      | Oklahoma       |
| 2017 | James Washington    | Oklahoma State |
| 2018 | Jerry Jeudy         | Alabama        |
| 2019 | Ja'Marr Chase       | LSU            |
| 2020 | DeVonta Smith       | Alabama        |
| 2021 | Jordan Addison      | Pittsburgh     |
| 2022 | Jalin Hyatt         | Tennessee      |
| 2023 | Marvin Harrison Jr. | Ohio State     |
| 2024 | Travis Hunter       | Colorado       |